# (5247) Krylov
(5247) Krylov es un asteroide perteneciente al cinturón de asteroides,que orbita entre Marte y Júpiter, descubierto por Liudmila Karachkina el 20 de octubre de 1982 desde el Observatorio Astrofísico de Crimea cerca de Naúchni, Rusia.

## Designación y nombre
Migliorini se designó al principio como 1982 UP6. Posteriormente recibió su nombre definitivo en honor del famoso matemático y arquitecto naval ruso Alexei Nikolaevich Krylov (1863-1945).

## Características orbitales
Krylov tiene una órbita caracterizada por un semieje mayor igual a 2,3339727 UA y una excentricidad de 0,1615053, inclinada a 23,49422° con respecto a la eclíptica.